# Palais Wenckheim
Pour le palais situé à Vienne, voir Palais Wenkheim.
Le Palais Wenckheim (en hongrois : Wenckheim-palota) est un édifice de style néobaroque et néorenaissance, situé dans Palotanegyed, quartier du 5e arrondissement de Budapest. Après la vente de l'édifice à la municipalité de Budapest, la ville décide de le transformer pour accueillir la bibliothèque métropolitaine.
Ce site est desservi par la station Kálvin tér :   . Le bâtiment se situe Szabó Ervin tér, entre Kálvin tér et Baross utca.